# هیسوکه تودو
تودو هیسوکه (به ژاپنی: 藤堂 平助 Tōdō Heisuke); ۱ ژانویهٔ ۱۸۴۴ – ۱۳ دسامبر ۱۸۶۷) سامورایی در اواخر دوره ادو فرمانده واحد هشتم شینسنگومی اهل ژاپن بود.